# Drybrough Cup 1973
Der Drybrough Cup wurde 1973 zum 3. Mal ausgespielt. Der schottische Fußball-Pokalwettbewerb, der vom Schottischen Fußballverband geleitet wurde, begann am 28. Juli 1973 und endete mit dem Finale am 4. August 1973 im Hampden Park von Glasgow. Am Wettbewerb nahmen die jeweils vier bestplatzierten Teams aus der ersten und zweiten schottischen Liga der Saison 1972/73 teil. Der Wettbewerb fand im K.-o.-Modus statt und bestand aus der 1. Runde, dem Halbfinale und dem Finale. Im Endspiel standen sich zum zweiten Mal infolge Hibernian Edinburgh und Celtic Glasgow gegenüber. Die Hibs gewannen das Endspiel mit 1:0 durch ein Tor von Alan Gordon in der Verlängerung. Der Hauptstadtverein gewann damit zum zweiten Mal den Drybrough Cup. Für Celtic war es dritte Finalniederlage in Folge.

## 1. Runde
Ausgetragen wurden die Begegnungen am 28. Juli 1973.
|                     | Ergebnis |                      |
| ------------------- | -------- | -------------------- |
| Celtic Glasgow      | 6:1      | Dunfermline Athletic |
| FC Dundee           | 1:0      | Raith Rovers         |
| Hibernian Edinburgh | 2:1      | FC St. Mirren        |
| Glasgow Rangers     | 3:0      | FC Montrose          |

## Halbfinale
Ausgetragen wurden die Begegnungen am 31. Juli und 1. August 1973. 
|                     | Ergebnis |                 |
| ------------------- | -------- | --------------- |
| Celtic Glasgow      | 4:0      | FC Dundee       |
| Hibernian Edinburgh | 2:1      | Glasgow Rangers |

## Finale
| Hibernian Edinburgh                      | Hibernian Edinburgh | Celtic Glasgow | Celtic Glasgow |
| ---------------------------------------- | --- | --- | -------------- |
| Hibernian Edinburgh                      | \| Finale \| \| 4. August 1973 in Glasgow (Hampden Park) \| \| Ergebnis: 1:0 n. V. \| \| Zuschauer: 49.204 \| \| Schiedsrichter: A. McKenzie \| \| Spielbericht \|                                                        | \| Finale \| \| 4. August 1973 in Glasgow (Hampden Park) \| \| Ergebnis: 1:0 n. V. \| \| Zuschauer: 49.204 \| \| Schiedsrichter: A. McKenzie \| \| Spielbericht \|                                                             | Celtic Glasgow |
| Hibernian Edinburgh                      | Jim Herriot – Erich Schaedler, Pat Stanton , Jim Black, John Blackley – Des Bremner, Alex Edwards (45. Bobby Smith), Tony Higgins, Iain Munro (??. Alex Cropley) – Alan Gordon, Arthur Duncan Cheftrainer: Eddie Turnbull | Ally Hunter – Danny McGrain, Andy Lynch (63. Harry Hood), Billy McNeill , George Connelly – David Hay, Steve Murray, Brian McLaughlin (76. Jim Brogan), Tommy Callaghan – Bobby Lennox, Kenny Dalglish Cheftrainer: Jock Stein | Celtic Glasgow |
| Hibernian Edinburgh                      | 1:0 Alan Gordon (119.) | | Celtic Glasgow |
| Finale                                   | | |                |
| 4. August 1973 in Glasgow (Hampden Park) | | |                |
| Ergebnis: 1:0 n. V.                      | | |                |
| Zuschauer: 49.204                        | | |                |
| Schiedsrichter: A. McKenzie              | | |                |
| Spielbericht                             | | |                |